# サン・ジョルジョ・ビガレッロ
サン・ジョルジョ・ビガレッロ（伊: San Giorgio Bigarello）は、イタリア共和国ロンバルディア州マントヴァ県にある、人口約12,000人の基礎自治体（コムーネ）。
コムーネ統廃合 (it:Fusione di comuni italiani) により、2019年1月1日にビガレッロを編入した。同時に、コムーネの名称をサン・ジョルジョ・ディ・マントヴァ（伊: San Giorgio di Mantova)から、サン・ジョルジョ・ビガレッロに変更した。

## 地理

### 位置・広がり

#### 隣接コムーネ
隣接するコムーネは以下の通り。括弧内のVRはヴェローナ県所属を示す。
- カステル・ダーリオ
- カステルベルフォルテ
- マントヴァ
- ポルト・マントヴァーノ
- ロンコフェッラーロ
- ロヴェルベッラ
- ソルガ (VR)

### 気候分類・地震分類
気候分類では、zona E, 2388 GGに分類される。
また、イタリアの地震リスク階級 (it) では、zona 3 (sismicità bassa) に分類される。

## 行政

### 分離集落
サン・ジョルジョ・ビガレッロには、以下の分離集落（フラツィオーネ）がある。
- Bazza, Bigarello, Caselle, Gazzo, Ghisiolo, Mottella (sede comunale), Stradella, Tripoli, Villanova De Bellis, Villanova Maiardina